# Analyse convexe
L'analyse convexe est la branche des mathématiques qui étudie les ensembles et les fonctions convexes. Cette théorie étend sur beaucoup d'aspects les concepts de l'algèbre linéaire et sert de boîte à outils en analyse et en analyse non lisse. Elle s'est beaucoup développée du fait de ses interactions avec l'optimisation, où elle apporte des propriétés particulières aux problèmes qui y sont étudiés. Certains voient la naissance de l'analyse convexe « moderne » dans l'invention des notions de sous-différentiel, d'application proximale et d'inf-convolution dans les années 1962-63. Il a fallu un certain temps pour que l'on reconnaisse que cette discipline apportait des idées nouvelles et des outils puissants.
Si l'Analyse convexe existe en tant que discipline des mathématiques, et pas l'« Analyse concave », c'est parce que l'on définit aisément la notion d'ensemble convexe, alors que celle d'« ensemble concave » est moins naturelle. On définit alors les fonctions convexes comme celles ayant un épigraphe convexe (les fonctions concaves ont un hypographe convexe…).
Cet article a pour but d'orienter le lecteur vers diverses pages traitant d'analyse convexe et de faire un tableau très succinct de la discipline.

## Ensemble convexe
L'ensemble convexe est le concept de base de l'analyse convexe ; c'est une partie d'un espace vectoriel réel qui contient tout le segment compris entre deux quelconques de ses points. Comme exemples d'ensemble convexe :
- les polyèdres convexes jouent souvent un rôle particulier, renforçant les propriétés que l'on peut démontrer pour des ensembles convexes arbitraires ;
- les cônes convexes sont des objets très souvent rencontrés.

À un ensemble convexe, on peut associer un certain nombre d'ensembles, comme :
- son enveloppe affine ;
- son intérieur relatif ;
- son cône asymptotique, etc. ;

Les ensembles convexes peuvent être le résultat de diverses constructions :
- enveloppe convexe ;
- enveloppe convexe fermée ;
- enveloppe conique d'un autre ensemble ;
- image directe ou réciproque d'un convexe par une application linéaire ;
- ensemble de sous-niveau d'une fonction convexe, etc.

On peut aussi effectuer un certain nombre d'opérations avec les ensembles convexes, telles que :
- la projection sur un ensemble convexe ;
- la séparation de deux convexes ;
- la détermination de son cône dual, de son ensemble polaire, etc.

## Fonction convexe
Toute notion introduite pour les ensembles convexes se transporte aux fonctions convexes par l'intermédiaire de leur épigraphe. L'inverse est également vrai : toute notion introduite pour une fonction convexe peut souvent se transporter aux ensembles convexes en l'appliquant à la fonction indicatrice de ces ensembles.
La première de toutes ces notions est bien sûr celle de fonction convexe, qui est une fonction définie sur un espace vectoriel réel à valeurs dans la droite réelle achevée dont l'épigraphe est convexe. Comme fonctions convexes particulières, mentionnons :
- les fonctions indicatrices d'ensembles convexes ;
- les fonctions affines ;
- les fonctions convexes polyédriques ;
- les fonctions sous-linéaires ;
- les fonctions d'appui sur des ensembles (convexes ou pas), etc.

Les fonctions convexes peuvent apparaître comme le résultat de diverses constructions :
- pré-composition d'une fonction convexe par une fonction affine ;
- enveloppe supérieure d'autres fonctions convexes ;
- fonction marginale d'une fonction convexe ;
- fonction duale en optimisation, etc.

À une fonction convexe, on peut associer :
- sa fonction asymptotique ;
- sa fonction conjuguée ;
- son sous-différentiel, etc.

## Optimisation convexe
Autres problématiques :
- borne d'erreur et lemme de Hoffman.

Algorithmique :
- algorithme proximal (optimisation) ;
- méthodes de points intérieurs ;
- relaxation lagrangienne.